# Neoancistrotus rosai
Neoancistrotus rosai is een hooiwagen uit de familie Gonyleptidae.